# منند بالا (قهستان)
منند بالا (بالفارسية: منند بالا) هي مستوطنة تقع في إيران في قسم قهستان الريفي. يقدر عدد سكانها بـ 224 نسمة بحسب إحصاء 2016.